# Грандола ед Унити
Гра̀ндола ед Унѝти (на италиански: Grandola ed Uniti; на ломбардски: Gràndula, Грандула) е община в Северна Италия, провинция Комо, регион Ломбардия. Административен център на общината е село Кодоня (Codogna), което е разположено на 443 m надморска височина. Населението на общината е 1306 души (към 2017 г.).